# MediaInfo
MediaInfo — кроссплатформенная программа с открытым исходным кодом для получения технической информации об аудио и видеофайлах различных форматов (в общей сложности 46 медиаформатов), а также о форматах изображений.

## Функции
- Предоставление ссылки на официальный сайт определённого кодека.
- Отображение информации в различном виде — простой, в виде дерева, в разметке текстового файла, в HTML-разметке.

### Получаемая информация
- Чтение метаданных мультимедийных файлов, например аудио ID3-тегов.
- Название кодека и медиаконтейнера.
- Название приложения, осуществлявшего кодирование.
- Значение битрейта (Кбит/c)
- Дата кодирования.
- Продолжительность воспроизведения.

#### Аудио
- Глубина дискретизации (бит)[5]
- Частота дискретизации (Гц)
- Тип битрейта — CBR, ABR или VBR (для MP3-файлов).
- Номер версии кодека и его параметры, с которыми кодировался файл.
- Тип сжатия звука — с потерями качества или без потери качества.
- Количество каналов — 1 (моно), 2 (стерео) или другое количество.
- Аудиоформаты — MP3, OGG (Vorbis), AAC, AC3, WAV, APE, FLAC и др.

#### Видео
- Соотношение сторон экрана.
- Частота кадров в секунду (англ. fps — Frames Per Second).
- Количество звуковых дорожек.
- Наличие и язык субтитров.
- Форматы субтитров — SRT, SSA, ASS, SAMI и др.
- Видеокодеки — MPEG и др.
- Медиаконтейнеры — AVI, OGM (Ogg Media), MKV, VOB, MP4, 3GP и др.

## Используемые программные компоненты
- GTK+, wxWidgets (wxGTK) или Qt — библиотеки для отображения графического интерфейса.
- LibMediaInfo
- ZenLib[6]